# 수상한 삼형제
《수상한 삼형제》는 2009년 10월 17일부터 2010년 6월 13일까지 방송된 KBS 2TV 주말 드라마이며, 김순경과 전과자의 세 아들인 장남 김건강, 둘째 김현찰, 셋째 김이상의 이야기를 그린 드라마이다. 작가 문영남이 집필한 작품이다.

## 기획 의도
독특한 성격을 지닌 세 형제의 삶과 사랑을 다룬 드라마

## 등장인물

### 삼형제네 집
- 박인환: 김순경 역

삼형제의 아버지. 어려서부터 경찰이 꿈이었고, 순경부터 시작해 지금은 경사로 지구대에 근무 중. 소심하고 세심한 성격에 짠돌이며 잔소리가 많지만 자기 일에 철저한 편. 선물받은 귤이 뇌물로 간주되어 좌천되고 경찰을 그만둔다.
- 이효춘: 전과자 역

삼형제의 어머니. 흔히 서민층에서 볼 수 있는 평범한 엄마지만, 이기적이고 무례한 성격. 우미를 괴롭히며 둘째 아들 부부를 분가시키지만 후에 회개한다.
- 안내상: 김건강 역

장남. 이혼남. 부모의 기대를 한몸에 받고 자랐으나 번번이 기대를 저버림으로써 지금은 미운털이 박힌 못난 자식으로 전락해 있다. 우유부단하며 개인적인 성향에 성공의지도 약하고 되는 대로 그저 편하게 사는 게 좋고 고민하는 것도 싫고 고민하는 것도 싫니 고민하는 것도 싫으니 고민하는 것도 싫으니깐 허풍도 적당히 있다. 청난과 재혼 후 고물상을 운영한다.
- 오대규: 김현찰 역

둘째 아들. 못난 장남 대신 일찌감치 사회에 나와 성공하며 집안의 장남 노릇을 하는 인물. 부모의 편애로 인해 늘 사랑을 못 받고 자란 한이 있어 악착같이 돈을 모았다. 돈이 되는 여러 사업체를 운영하였지만 부도가 나자 보쌈집을 차린다. 연희의 음모로 위기에 빠지지만 아내 우미와 극복한다.
- 이준혁: 김이상 역

셋째 아들. 드라마의 나레이터 역할을 하는 인물. 경찰대 출신의 경찰서 강력1팀장(경감)으로 경찰집안의 맥을 잇게 해준 믿음직한 아들이자 김순경의 자랑. 유머러스하고 막내 특유의 애교도 있다. 고집과 뚝심이 있어 한 번 결심하고 밀어붙이면 어느 누구도 꺾지 못한다. 사사건건 어영과 갈등을 겪다 사랑에 빠진다.

### 세 며느리
- 도지원: 엄청난 역

건강의 아내. 이름 그대로 엄청난 일을 눈하나 깜짝않고 엄청나게 벌이는 엄청난 인물. 즉흥적이고 명랑하며 애교도 많지만 진실성도 없고 순간순간 임기응변에 강하고 사짜 기질이 다분하다. 잘나가는 골드미스로 행세하여 아들 종남의 존재를 속이고 건강과 결혼한다.
- 김희정: 도우미 역

현찰의 아내. 이름 그대로 이 집안에 도우미같은 역할 둘째 며느리면서도 큰며느리 역할과 의무를 다하며 사는 인물. 가난한 친정 때문에 시댁에 기도 못펴고 늘 남편과 시댁의 눈치를 보느라 전전긍긍이다. 결혼해 살면서도 친정 때문에 늘 맘고생을 하는 딸이기도 하다. 후에 자아성취를 실현한다.
- 오지은: 주어영 역

이상의 아내. 잘 나가는 보석 디자이너. 아버지 주범인이 운영하는 보석샵에서 디자이너로 근무한다. 적당히 이기적이고 자존심도 강해 상처받는걸 두려워하지만 자기 일만큼은 철저하게 해내는 똑부러진 성격. 연인이었던 재수에게 배신당하고 이상을 만나 사랑에 빠져 결혼한다. 임신을 거부하여 이상과 갈등을 겪지만 결국 건강한 아이를 낳아 행복한 가정을 꾸린다.

### 건강 부부 주변 인물
- 방중현: 하행선 역

청난의 과거 연인이자 종남의 친아버지. 교도소에 수감되었을 때 순경과 친분이 있다. 마음을 고쳐먹고 잘 살아가려고 하는 듯했으나 아내였던 청난이 재혼했다는 소식에 분노한다. 건강 부부의 화목한 모습을 보고 모든 것을 포기하고 떠난다.
- 정윤석: 엄종남 → 김종남 역

청난과 행선 사이의 아들. 몸이 약하다.

### 현찰 부부 주변 인물
- 이보희: 계솔이 역

우미의 엄마. 남의 시선 같은 건 아랑곳없이 개소리를 읊어댄다. 어린 시절 배우가 꿈이었지만 어린 나이에 덜컥 애가 들어서면서 인생이 꼬이기 시작했다. 딸이 자기인생 발목 잡았다고 단단히 착각하고 끊임없이 딸을 괴롭히며 산다. 후에 딸과 화해하고 범인과 결혼한다.
- 김애란: 태연희 역

현찰과 우미의 동창이자 현찰이 운영하는 사우나의 실장. 현찰을 유혹하여 현찰 부부의 갈등을 유발하고 후에는 현찰을 망하게 만든다. 현찰 부부의 위장 이혼에 속아 현찰에게 유리한 진술을 하여 사우나를 되찾는 데 일조한다. 모든 것을 잃은 후에 우미에게 용서를 구한다.
- 김진성: 김혼수 역

현찰 부부의 첫째 아들. 우미가 결혼 전 임신한 아들로, 결혼할 때 혼수로 해왔다고 해서 이름이 '혼수'이다.
- 권민종: 김상태 역

현찰 부부의 둘째 아들.

### 이상 부부 주변 인물
- 노주현: 주범인 역

어영의 아버지. 어려운 집안의 맏형으로 돈을 벌기 위해 어려서부터 사기조직의 똘마니로 들어갔다. 경찰서 들락거리는 동안 김순경과 악연을 만들었다. 정신을 차린 후 범죄와의 고리를 끊고 혼자 힘들게 딸들을 키웠으나 어영의 결혼으로 인해 김순경과 다시 만나게 된다. 후에 솔이와 결혼한다.
- 장다윤: 주부영 역

어영의 여동생. 대학 일년생으로 생기발랄한 성격에 모나지도 않고 기본적으로 착하고 큰 욕심도 없고 선하다. 빨리 좋은 남자 만나 시집가서 애기도 되는 대로 많이 낳고 이쁘게 살고 싶은게 소망이다. 마탄과 결혼한다.
- 고세원: 왕재수 역(1~15회 특별출연)

어영의 약혼자. 검사. 늘 삼개월짜리 연애만 하던 어영이 유일하게 5년을 끌어온 애인. 사시 공부하느라 제대로 된 연애는 못한 셈이니 이기적이고 마마보이다. 어영을 배신하고 부잣집 여자인 판사 성미와 만난다.

### 그 외 인물
- 유승봉: 이상한 역

경찰서장.
- 신용규: 지구대 역

순경과 같은 지구대에서 근무하는 경사. 난자와 사랑에 빠진다.
- 이상숙: 조난자 역

종남을 돌봐주던 청난의 아는 언니. 남자 때문에 종남을 청난에게 떠맡기고 떠나지만 후에 고물상 일을 도와주며 잘 지낸다.
- 손종범: 유치장 역

강력1팀 경사.
- 이장우: 백마탄 역(16회 첫 등장)

강력1팀 형사. 이상의 후배이자 부하. 부잣집 도련님. 부영과 결혼한다.
- 윤주희: 이태백 역(22회 첫 등장)

상한의 딸. 재수의 후임 검사. 이상과 어영 사이에서 삼각관계를 형성한다. 나중에는 사중과 프로포즈 받아들여 결혼한다.
- 김민혁: 조사중 역

강력1팀 형사. 태백에게 사내답게 프로포즈하여 결혼한다.
- 이정길: 최우선 역

강력1팀 경위.
- 윤갑수: 박사기 역

연희와 결탁해서 현찰의 사우나를 강탈한 사기꾼.
- 하여림: 신세진 역
- 오시은

솔이가 신세졌던 집 딸로 현찰의 보쌈집에서 일하고 있는 여직원. 현찰 부부의 복수를 돕는다.
- 나종수: 방범용 역

강력1팀 형사.
- 임서연: 지성미 역(8~15회 특별출연)

재수의 연인. 판사
- 임승대: 지능수사과 형사 역
- 유장영: 나동기 역
- 김희령: 어영 생모 역
- 손민희: ? 역
- 박성균: ? 역

## 시청률
최저 시청률과 최고 시청률은 시청률 조사회사와 지역별로 시청률에 차이가 있을 수 있습니다.
| 2009년 | 2009년    | 2009년         | 2009년       | 2009년         | 2009년       |
| 회차   | 방송일    | TNmS 시청률    | TNmS 시청률  | AGB 시청률     | AGB 시청률   |
| 회차   | 방송일    | 대한민국(전국) | 서울(수도권) | 대한민국(전국) | 서울(수도권) |
| ------ | --------- | -------------- | ------------ | -------------- | ------------ |
| 제1회  | 10월 17일 | 24.3%          | 24.3%        | 21.1%          | 22.3%        |
| 제2회  | 10월 18일 | 28.2%          | 28.3%        | 25.6%          | 26.0%        |
| 제3회  | 10월 24일 | 19.3%          | 19.4%        | 17.6%          | 19.9%        |
| 제4회  | 10월 25일 | 25.6%          | 25.2%        | 24.7%          | 24.8%        |
| 제5회  | 10월 31일 | 24.0%          | 24.9%        | 22.6%          | 23.6%        |
| 제6회  | 11월 1일  | 27.6%          | 27.0%        | 25.3%          | 25.5%        |
| 제7회  | 11월 7일  | 24.1%          | 23.4%        | 22.3%          | 23.9%        |
| 제8회  | 11월 8일  | 30.6%          | 30.1%        | 29.5%          | 28.7%        |
| 제9회  | 11월 14일 | 24.1%          | 24.0%        | 23.2%          | 24.1%        |
| 제10회 | 11월 15일 | 28.4%          | 28.2%        | 27.7%          | 28.3%        |
| 제11회 | 11월 21일 | 25.6%          | 25.2%        | 22.7%          | 23.4%        |
| 제12회 | 11월 22일 | 32.5%          | 33.0%        | 30.3%          | 31.5%        |
| 제13회 | 11월 28일 | 27.9%          | 28.3%        | 24.0%          | 24.4%        |
| 제14회 | 11월 29일 | 32.6%          | 32.8%        | 30.6%          | 31.1%        |
| 제15회 | 12월 5일  | 20.0%          | 19.7%        | 20.0%          | 20.5%        |
| 제16회 | 12월 6일  | 32.4%          | 32.2%        | 31.4%          | 31.9%        |
| 제17회 | 12월 12일 | 27.5%          | 27.3%        | 25.7%          | 26.6%        |
| 제18회 | 12월 13일 | 32.6%          | 32.6%        | 31.1%          | 32.4%        |
| 제19회 | 12월 19일 | 27.9%          | 27.8%        | 26.4%          | 27.2%        |
| 제20회 | 12월 20일 | 34.2%          | 33.4%        | 33.5%          | 34.5%        |
| 제21회 | 12월 26일 | 29.2%          | 28.6%        | 27.0%          | 27.5%        |
| 제22회 | 12월 27일 | 34.2%          | 33.6%        | 34.1%          | 33.7%        |
| 2010년 |           |                |              |                |              |
| 제23회 | 1월 2일   | 31.4%          | 31.2%        | 30.1%          | 31.2%        |
| 제24회 | 1월 3일   | 38.5%          | 37.9%        | 36.6%          | 37.9%        |
| 제25회 | 1월 9일   | 33.1%          | 32.8%        | 31.2%          | 32.4%        |
| 제26회 | 1월 10일  | 37.9%          | 37.6%        | 35.7%          | 36.5%        |
| 제27회 | 1월 16일  | 32.8%          | 32.9%        | 31.2%          | 32.2%        |
| 제28회 | 1월 17일  | 40.2%          | 40.4%        | 37.1%          | 38.2%        |
| 제29회 | 1월 23일  | 33.4%          | 33.1%        | 32.1%          | 32.9%        |
| 제30회 | 1월 24일  | 39.7%          | 40.1%        | 36.6%          | 37.5%        |
| 제31회 | 1월 30일  | 34.6%          | 34.6%        | 32.4%          | 32.4%        |
| 제32회 | 1월 31일  | 41.7%          | 41.9%        | 38.4%          | 38.3%        |
| 제33회 | 2월 6일   | 34.6%          | 34.7%        | 32.7%          | 33.4%        |
| 제34회 | 2월 7일   | 41.7%          | 41.5%        | 39.0%          | 39.9%        |
| 제35회 | 2월 13일  | 27.8%          | 27.1%        | 28.2%          | 30.6%        |
| 제36회 | 2월 14일  | 21.1%          | 20.4%        | 22.3%          | 23.5%        |
| 제37회 | 2월 20일  | 32.4%          | 31.8%        | 33.7%          | 34.3%        |
| 제38회 | 2월 21일  | 38.1%          | 38.2%        | 38.6%          | 40.5%        |
| 제39회 | 2월 27일  | 31.1%          | 30.7%        | 30.7%          | 32.0%        |
| 제40회 | 2월 28일  | 37.5%          | 38.0%        | 34.5%          | 36.2%        |
| 제41회 | 3월 6일   | 33.8%          | 33.0%        | 33.8%          | 34.7%        |
| 제42회 | 3월 7일   | 39.9%          | 39.9%        | 38.7%          | 39.1%        |
| 제43회 | 3월 13일  | 31.5%          | 30.6%        | 31.9%          | 32.2%        |
| 제44회 | 3월 14일  | 39.9%          | 39.5%        | 40.2%          | 41.3%        |
| 제45회 | 3월 20일  | 35.0%          | 34.4%        | 34.2%          | 35.5%        |
| 제46회 | 3월 21일  | 39.5%          | 38.6%        | 39.3%          | 39.1%        |
| 제47회 | 3월 27일  | 33.4%          | 33.1%        | 33.9%          | 34.5%        |
| 제48회 | 3월 28일  | 40.5%          | 40.2%        | 38.0%          | 37.8%        |
| 제49회 | 4월 3일   | 33.6%          | 32.7%        | 32.6%          | 32.2%        |
| 제50회 | 4월 4일   | 37.0%          | 37.6%        | 37.0%          | 37.4%        |
| 제51회 | 4월 10일  | 36.4%          | 36.2%        | 35.2%          | 36.3%        |
| 제52회 | 4월 11일  | 42.5%          | 42.5%        | 42.1%          | 42.7%        |
| 제53회 | 4월 17일  | 34.8%          | 35.1%        | 33.1%          | 33.1%        |
| 제54회 | 4월 18일  | 41.6%          | 41.4%        | 39.9%          | 40.9%        |
| 제55회 | 4월 24일  | 35.2%          | 35.2%        | 33.5%          | 33.3%        |
| 제56회 | 4월 25일  | 40.3%          | 40.0%        | 37.7%          | 37.5%        |
| 제57회 | 5월 1일   | 33.6%          | 32.9%        | 32.7%          | 33.6%        |
| 제58회 | 5월 2일   | 42.0%          | 42.4%        | 39.8%          | 40.2%        |
| 제59회 | 5월 8일   | 28.7%          | 28.1%        | 27.1%          | 27.0%        |
| 제60회 | 5월 9일   | 42.0%          | 42.1%        | 39.1%          | 39.2%        |
| 제61회 | 5월 15일  | 33.5%          | 33.6%        | 33.0%          | 34.0%        |
| 제62회 | 5월 15일  | 31.9%          | 33.6%        | 32.8%          | 34.0%        |
| 제63회 | 5월 22일  | 36.4%          | 36.1%        | 35.6%          | 36.1%        |
| 제64회 | 5월 23일  | 43.8%          | 43.8%        | 43.5%          | 44.3%        |
| 제65회 | 5월 29일  | 33.9%          | 33.3%        | 33.2%          | 33.3%        |
| 제66회 | 5월 30일  | 34.7%          | 35.7%        | 32.2%          | 33.8%        |
| 제67회 | 6월 5일   | 35.6%          | 36.1%        | 32.9%          | 32.8%        |
| 제68회 | 6월 6일   | 41.4%          | 41.5%        | 38.2%          | 38.0%        |
| 제69회 | 6월 12일  | 20.5%          | 20.4%        | 22.3%          | 22.9%        |
| 제70회 | 6월 13일  | 39.8%          | 40.4%        | 36.9%          | 36.7%        |

- 2010년 6월 12일 69회 방영 당시, SBS의 2010년 FIFA 월드컵 32강 대한민국 : 그리스 중계방송으로 인해 시청률이 대폭 하락하였다.

## 결방 사유 및 연장 사유 및 편성 변경
- 2010년 3월 19일: 수상한 삼형제 방영 분량이 50부작에서 20회 연장되어 70부작으로 변경 및 확정되었다.
- 2010년 5월 15일: 저녁 7시 55분부터 61회, 62회 연속방송
- 2010년 5월 16일: 2010년 FIFA 월드컵 축구국가대표평가전 대한민국: 에콰도르 중계방송으로 인해 결방
- 2010년 5월 30일: 2010년 FIFA 월드컵 축구국가대표평가전 대한민국: 벨라루스 중계방송으로 인해 저녁 7시로 편성 변경

## 수상 경력
- 2010년 KBS 연기대상 여자 조연상 이보희
- 2010년 KBS 연기대상 여자 신인상 오지은

## 경쟁 프로그램
- MBC 주말연속극 인연 만들기(2009년 10월 10일~2010년 1월 24일)
- MBC 주말연속극 민들레 가족(2010년 1월 30일~2010년 7월 25일)
- SBS 주말극장 천만번 사랑해(2009년 8월 30일~ 2010년 3월 7일)
- SBS 주말극장 이웃집 웬수(2010년 3월 13일~2010년 10월 31일)

## 참고 사항
- 전과자 역은 당초 김해숙이 맡기로 하였으나[3] SBS 주말 특별기획 드라마 <인생은 아름다워> 캐스팅으로 인해 최종 고사하였으며 이 역은 이효춘이 대신 맡았다.[4]
- 주어영 역은 오디션을 통해 선발하였는데, 500대 1의 경쟁률을 뚫고 최종 후보로 오연서와 오지은이 올라왔으나 문영남 작가의 선택으로 오지은이 발탁되었다.[5]
- 문영남 작가의 전작 <조강지처 클럽>에 출연하였던 안내상, 오대규, 이준혁, 김희정, 박인환, 노주현, 손종범, 유승봉, 윤주희, 장다윤, 김애란 등이 다시 출연하였다.
- 시위대를 일방적인 가해자로, 경찰을 피해자로 묘사하는 방송을 연거푸 내보내 시청자들의 거센 비판을 받았다. 이에 문보현 선임PD는 경찰청의 지원을 받아 작가가 고마움을 표시하려다 생긴 일이라 해명하였다.[6]
- 경찰청은 2010년 7월 22일 오후 서울 미근동 무궁화대회의실에서 수상한 삼형제 제작진 및 출연진 9명을 명예경찰관으로 위촉했다. 강희락 경찰청장은 해당 드라마가 "일선 치안현장을 뛰는 경찰에 대한 이해와 자발적인 시민협력을 이끌어 내는 데 기여했다"고 평가하였다.[7]
- 엽기적 불륜, 애정관계나 인물간 갈등의 극단적 묘사로 인해 막장 드라마라는 비판을 피하지 못하였다.[8]
- 1회부터 70회까지 전 회에 걸쳐 본방송의 광고가 완전판매를 기록하여, 광고 매출에서 350억 원을 돌파하는 경이적인 기록을 세웠다.[9]
- 진형욱 PD의 2001년 조연출 작품으로 주말연속극 <푸른 안개>가 있는데 이 작품에 오영희 역으로 출연했던 이보희가 진 감독과의 인연으로 본 작품에 출연하였다. 그리고 진 PD는 2006년 본 드라마 작가(문영남)의 작품 <소문난 칠공주>의 프로듀서로 참여한 바 있다.